# Bibractella
Bibractella es un género de saltamontes perteneciente a la subfamilia Catantopinae de la familia Acrididae, y está asignado a la tribu Gereniini. Este género se encuentra en Vietnam.
Bibractella es un género monotípico, y su única especie es Bibractella sugonjaevi, Storozhenko, 2002.